# Cephalotes decolor
Cephalotes decolor är en myrart som beskrevs av De Andrade 1999. Cephalotes decolor ingår i släktet Cephalotes och familjen myror. Inga underarter finns listade.